# سما المصری
سامیه عطیه حداقه (انگلیسی: Sama El Masry؛ زادهٔ ۸ فوریهٔ ۱۹۷۰ در ههیا)
که با نام هنری سما المَصری شناخته می‌شود، یک رقاصِ رقص عربی (Belly dance) و بازیگر سینما اهل مصر است.